# Soho
 For alternative betydninger, se Soho (flertydig). (Se også artikler, som begynder med Soho)
Soho er en bydel i West End i det centrale London. Soho er beliggende mellem Oxford Street i nord, Regent Street og Mayfairområdet i vest, Piccadilly Circus og Leicester Square i syd, og Charing Cross Road i øst. Soho er et område med et marked, trendy restauranter og butikker.

## Soho i andre lande
Soho findes også i andre lande. I New York City ligger SoHo som har fået navnet ved at den ligger på nedre Manhattan; South of Houston Street.